# 드와이트 스미스 주니어
드와이트 스미스 주니어(영어: Dwight Smith Jr., 1992년 10월 26일 ~ )는 미국의 야구 선수이다. 메이저 리그 베이스볼 볼티모어 오리올스에서 좌익수, 우익수로 활동하고 있다. 1989년부터 1996년까지 메이저 리그 선수로 활동한 드와이트 스미스의 아들이기도 하다.
2011년 메이저 리그 베이스볼 드래프트 1라운드에서 전체 53위로 지명되었으며 2012년에 토론토 블루제이스 산하 마이너 리그 야구단인 블루필드 블루 제이스에 합류했다. 2016년 1월 12일에 메이저 리그 베이스볼에서 첫 훈련을 가졌고 2017년 5월 18일에 열린 애틀랜타 브레이브스와의 경기를 통해 메이저 리그 무대에 데뷔했다. 2019년 3월 5일에 볼티모어 오리올스로 이적했다.